# Спартановка (станция)
Спартановка — железнодорожная станция Волгоградского отделения Приволжской железной дороги, расположена в микрорайоне Спартановка, Тракторозаводский район, Волгоград, Волгоградской области, Россия.

### Движение по станции
| № поезда  | Маршрут движения     | № поезда  | Маршрут движения     |
| --------- | -------------------- | --------- | -------------------- |
| 6421/6422 | Волгоград — Волжский | 6423/6424 | Волжский — Волгоград |
| 6433/6434 | Волгоград — Волжский | 6435/6436 | Волжский — Волгоград |